# Kovine
Kovine (latinizirano: metali) su kemijski elementi koji zbog načina kojim se njihovi atomi povezuju (metalna veza) dobro provode električnu struju.
Prema suvremenoj se definiciji kod njih preklapaju valentna i vodljiva vrpca energijskih razina elektrona. Time se otvara mogućnost da se kao metali okarakteriziraju i metalni polimeri te neki drugi organski spojevi.

## Opća svojstva

### Fizikalna
Svi su u čvrstom agregatnom stanju, osim žive, koja je u tekućem stanju. Osim bakra i zlata, svi su sive boje. Prepoznaju se po metalnom sjaju. Razlikuju se po talištu (npr. živa: 234 K, volfram: 3683 K), gustoći (dijele se na lake (ρ < 5 g/cm3 - Al, Li, Na, K, Rb...) i teške (ρ > 5 g/cm3 - Fe, Pb, Cu, Au, Zn...)) te tvrdoći (najtvrđi - Cr, Ir; meki - Li, Na, K, Rb, Cs...). Dobri su vodiči elektriciteta i topline, mogu se dobro mehanički obrađivati te se u rastaljenom stanju miješati (legure).

### Kemijska
Većina se kovina otapa u kiselinama. One koje imaju negativne redukcijske elektrodne potencijale u reakcijama s kiselinama oslobađaju vodik. One s pozitivnim redukcijskim elektrodnim potencijalima ne reagiraju s klorovodičnom kiselinom (HCl), nego samo sa sumpornom i dušičnom kiselinom, pri čemu se oslobađaju SO2, NO i NO2.Pojedine mogu reagirati i s bazama te se nazivaju amfoternim metalima. To su Al, Pb, Mn, Cr...
Metali ili kovine čine više od dvije trećine svih elemenata koji se mogu naći u prirodi (Periodni sustav). Od 118 poznatih elemenata, samo 17 su nemetali, 7 su polukovine a ostalih 89 se mogu svrstati među kovine.
Neprozirne su, imaju karakterističan metalni sjaj, dobri su vodiči topline i električne struje. Električna vodljivost metala općenito opada porastom temperature.
Većina ih se može dobro kovati i istezati. Na sobnoj su temperaturi svi, osim žive, u čvrstom stanju. Mogu se koristiti u čistom stanju ali se češće miješaju s drugim metalima i nemetalima u slitine.

### Električna
Električna i toplinska provodljivost metala potječe iz činjenice da su njihovi vanjski elektroni delokalizirani (što znači da nisu toliko vezani za jezgru nego da slobodno lebde unutar oblaka delokaliziranih elektrona). Ova situacija se može vizualizirati ako zamislimo atomsku strukturu metala kao skup atoma ugrađenih u more mobilnih elektrona. Električna vodljivost, kao i doprinos elektrona toplinskom kapacitetu i toplinskoj vodljivosti metala može se izračunati uz pomoć modela slobodnih elektrona,  koji ne uzima u obzir detaljnu strukturu ionske rešetke.
S obzirom na strukturu elektronskih vrpci i energije vezanja metala potrebno je uzeti u obzir pozitivni potencijal uzrokovan specifičnim rasporedom ionskih jezgri - što je periodično u kristalima. Najvažnija posljedica periodičnog potencijala je formiranje pukotina u vrpcama na granici Brillouinovo zone. Matematički, potencijali ionskih jezgri mogu se objašnjavati različitim modelima, a najjednostavniji je model gotovo slobodnih elektrona.

## Podjela
Mogu se podijeliti u sljedeće skupine: alkalijski metali, zemnoalkalijski metali, lantanoidi, aktinoidi, prijelazni metali i slabi metali.

## Vanjske poveznice
- Kovanje Hrvatska tehnička enciklopedija, portal hrvatske tehničke baštine. LZMK

Sestrinski projekti
|  | Zajednički poslužitelj ima još gradiva o temi Kovine |